# Mort et Jeune fille
Pour les articles homonymes, voir La Jeune Fille et la Mort.
Mort et Jeune fille (Tod und Mädchen) est une peinture expressionniste d'Egon Schiele réalisée en 1915. Schiele avait d'abord nommé son tableau Homme et Jeune fille et aussi Êtres humains dévorés ((de) Verschlungene Menschen).
La peinture a été réalisée à une époque où le peintre, après avoir épousé Edith Harms, a été mobilisé lors de la Première Guerre mondiale et affecté à un bureau du greffe près de Vienne. La présence de la mort, mais aussi le rapport entre la mort et l'Éros sont abordés dans plusieurs tableaux de cette période. Cette peinture reprend le thème de la Jeune fille et de la mort, utilisé depuis la Renaissance. La femme serre le corps comme celui d'un amant ; la mort représentée non comme un squelette, mais dans un habit de moine, perd son horreur. 
Lors de son exposition, une correspondance a été établie avec le tableau La tempête ((de)Die Windsbraut) d'Oskar Kokoschka peint en 1914 : les deux peintres qui se sont épanouis dans des directions opposées s'étaient côtoyés à leurs débuts.
C'est lorsqu'il a appris la mort de son ancienne compagne Wally Neuzil que Schiele a changé le nom de son tableau : Homme et Jeune fille est devenu Mort et Jeune fille.

## Source de la traduction
- (de) Cet article est partiellement ou en totalité issu de l’article de Wikipédia en allemand intitulé « Tod und Mädchen » (voir la liste des auteurs).